# Norman Hauner
Norman Hauner (* 4. Dezember 1991 in Hückeswagen) ist ein deutscher Eishockeyspieler, der seit Juli 2025 bei den Hannover Scorpions aus der drittklassigen Oberliga unter Vertrag steht und dort auf der Position des Centers bzw. rechten Flügelstürmers spielt. Zuvor absolvierte Hauner unter anderem über 240 Spiele für die Kölner Haie, EHC Red Bull München, Krefeld Pinguine und Bietigheim Steelers in der Deutschen Eishockey Liga (DEL).

## Karriere
Hauner spielte von 2004 bis 2006 für den Kölner EC in der Schüler-Bundesliga. Anschließend stand er bis 2012 im Kader der Juniorenmannschaft der Haie, mit der er seitdem in der Deutschen Nachwuchsliga (DNL) aktiv war. In seiner ersten Spielzeit bei den Junghaien konnte der Rechtsschütze mit seinem Team die Meisterschaft der DNL gewinnen. Mit 39 erzielten Scorerpunkten in insgesamt 41 Partien war er dabei einer der teamintern punktbesten Stürmern.
In der folgenden Spielzeit konnte Hauner seine Punkteausbeute erneut steigern und in den 38 Spielen, die er absolvierte, 43-mal punkten. Während der Saison 2008/09 berief ihn der Trainerstab der Kölner Haie mehrmals in das Profiteam in die Deutsche Eishockey Liga (DEL), wobei er in seinem Rookiejahr in elf Spielen zwei Strafminuten erhielt. In der DNL wurde er in dieser Saison bester Torschütze der Liga. In der Saison 2009/10 gelangen ihm in 19 Spielen in der DEL seine beiden ersten Tore. Mit einer Förderlizenz wurde er zudem in 17 Spielen beim Fischtown Pinguins Bremerhaven in der 2. Bundesliga eingesetzt. In den folgenden beiden Spielzeiten etablierte sich Hauner zwar vorerst im DEL-Team der Haie, fiel aber durch einige Verletzungen mehrfach aus und wurde in der Spielzeit 2011/12 wieder vermehrt beim Kooperationspartner des KEC eingesetzt. Daraufhin entschied sich der Rechtsschütze im Sommer 2012 zu einem Wechsel zu den Starbulls Rosenheim in die 2. Bundesliga.
Nach zwei Spielzeiten wechselte Norman Hauner im Sommer 2014 zu den Krefeld Pinguinen, die ihn mit einer Förderlizenz für den Kooperationspartner Lausitzer Füchse ausstatteten. Im Saisonverlauf blieb er jedoch ohne Pflichtspieleinsatz für die Füchse. Im Dezember 2016 wurde Hauner vom Management der Pinguine freigestellt und wechselte zu den Ravensburg Towerstars in die DEL2. Im Anschluss an die Saison 2016/17 verließ er die Towerstars und wurde von den Bietigheim Steelers verpflichtet, mit denen er am Ende der Saison 2017/18 den ersten DEL2-Meistertitel gewann. In der Spielzeit 2020/21 sicherten sich die Steelers abermals den Meistertitel, der allerdings mit dem Aufstieg in die DEL verbunden war. Hauner wurde dabei zum wertvollsten Spieler der Playoffs ausgezeichnet. Kurz nach dem Beginn seiner zweiten DEL-Spielzeit mit den Steelers bat Hauner im Oktober 2022 um die Auflösung seines bestehenden Vertrags und verließ den Klub nach fünf Jahren. Wenige Tage später gaben die Starbulls Rosenheim aus der drittklassigen Oberliga seine Verpflichtung bekannt, mit denen ihm am Saisonende der Meisterschaftsgewinn und damit verbundene Aufstieg in die DEL2 gelang. Als Topscorer der Playoffs hatte er maßgeblichen Anteil am Meisterschaftsgewinn und wurde folglich als wertvollster Spieler ausgezeichnet. Im Anschluss absolvierte Hauner zwei Spielzeiten mit den Starbulls in der DEL2.
Zur Saison 2024/25 kehrte der Stürmer in der Oberliga – allerdings diesmal in die Nord-Staffel – zurück, wo er sich den ambitionierten Hannover Scorpions anschloss.

### International
Hauner spielte für die deutsche U17- und U18-Auswahl bei mehreren internationalen Turnieren. Bei der U18-Junioren-Weltmeisterschaft 2009 gelangen ihm in sechs Spielen vier Assists. Ab 2009 war Hauner Stammspieler der deutschen U20-Auswahl und nahm mit dieser an der U20-Junioren-Weltmeisterschaft der Division I 2010 teil. Dabei erreichte das U20-Team den Wiederaufstieg in die Top-Division, wo er im Folgejahr spielte.

## Erfolge und Auszeichnungen
| - 2007 DNL-Meister mit dem Kölner EC - 2009 Bester Torschütze der Deutschen Nachwuchsliga - 2018 Meister der DEL2 mit den Bietigheim Steelers - 2021 Meister der DEL2 und Aufstieg in die DEL mit den Bietigheim Steelers | - 2021 Wertvollster Spieler der DEL2-Playoffs - 2023 Oberliga-Meister und Aufstieg in die DEL2 mit den Starbulls Rosenheim - 2023 Topscorer der Oberliga-Playoffs - 2023 Wertvollster Spieler der Oberliga-Playoffs |

### International
- 2010 Aufstieg in die Top-Division bei der U20-Junioren-Weltmeisterschaft der Division I, Gruppe A

## Karrierestatistik
Stand: Ende der Saison 2024/25

### International
Vertrat Deutschland bei:
- World U-17 Hockey Challenge 2008
- U18-Junioren-Weltmeisterschaft 2009
- U20-Junioren-Weltmeisterschaft der Division I 2010
- U20-Junioren-Weltmeisterschaft 2011

(Legende zur Spielerstatistik: Sp oder GP = absolvierte Spiele; T oder G = erzielte Tore; V oder A = erzielte Assists; Pkt oder Pts = erzielte Scorerpunkte; SM oder PIM = erhaltene Strafminuten; +/− = Plus/Minus-Bilanz; PP = erzielte Überzahltore; SH = erzielte Unterzahltore; GW = erzielte Siegtore; 1 Play-downs/Relegation; Kursiv: Statistik nicht vollständig)